# John Heitinga
John Gijsbert Alan Heitinga (Alphen aan den Rijn, Holanda Meridional, 15 de noviembre de 1983) es un exfutbolista y entrenador neerlandés que jugaba en la posición de defensa central o volante defensivo. Actualmente dirige al Ajax de Ámsterdam de la Eredivisie.
Producto de la cantera del Ajax, jugó con el primer equipo de 2001 a 2008. Tras un año en el Atlético de Madrid, fichó por el Everton en 2009. En enero de 2014 fichó por el Fulham durante seis meses y al verano siguiente fichó por el Hertha Berlín con un contrato de dos años. En junio de 2015, regresó al Ajax, su club de la infancia, por una temporada antes de retirarse en 2016.
Tras debutar con la selección de los Países Bajos en febrero de 2004, Heitinga disputó más de 85 partidos internacionales y representó a su país en dos Mundiales (2006 y 2010) y tres Eurocopas (2004, 2008 y 2012). 

## Carrera como jugador

### Ajax
Heitinga formó parte de la cantera del Ajax antes de debutar con el primer equipo el 26 de agosto de 2001 contra el Feyenoord. Formó parte de una nueva generación de talentos que incluía a figuras de la cantera como Rafael van der Vaart y Wesley Sneijder, además de Zlatan Ibrahimović y Cristian Chivu.
Se consolidó rápidamente como una gran incorporación al equipo y se convirtió en titular bajo las órdenes del entrenador Co Adriaanse y, posteriormente, de Ronald Koeman, hasta que sufrió una grave lesión de rodilla que lo mantuvo de baja durante más de seis meses. Su regreso fue efímero, ya que solo jugó un partido antes de sufrir otra lesión que lo condenó a un largo periodo de recuperación. Hizo su segundo regreso al inicio de la temporada 2003-04 e impresionó en su primer partido tras su lesión contra el Volendam, donde se convirtió en defensa central titular durante el resto de la temporada, además de ser una figura popular entre la afición.

### Atlético de Madrid
El 25 de marzo de 2008, se anunció su transferencia al Atlético de Madrid por €10 millones. En su primera temporada en España terminó disputando 32 partidos (27 en La Liga) y marcando tres goles para el club colchonero.

### Everton
En septiembre de 2009, a los 25 años, se unió al Everton con un contrato de cinco años por una tarifa de alrededor de €7,04 millones. Al final de la temporada 2011-12, la afición lo eligió jugador del año. Sin embargo, durante la campaña 2012-13, Heitinga no entró en los planes del club por decisión del entrenador David Moyes. En enero de 2014, el Everton y el West Ham United acordaron su traspaso. Sin embargo, rechazó la oferta, afirmando: «Tienes que estar convencido de que estás dando el paso correcto, y yo no lo estaba».

### Fulham
El 31 de enero de 2014, fichó por el Fulham hasta el final de la temporada en régimen de transferencia gratuita. Marcó su primer gol oficial el 1 de marzo en un encuentro por la Premier League contra el Chelsea. El 23 de mayo de 2014, el club anunció que no renovaría su contrato, que estaba a punto de expirar.

### Hertha Berlín
El 4 de junio de 2014, se anunció su llegada al Hertha Berlín y firmó un contrato de dos años, con opción a un año más. No obstante, durante su etapa en el club alemán, debió conformarse con un lugar en el banquillo o en la grada.

### Ajax
El 25 de junio de 2015, el Ajax anunció su regreso al club, uniéndose en una transferencia libre. Sin embargo, después de jugar sólo dos partidos de la Eredivisie en la primera mitad de la temporada, decidió retirarse del fútbol profesional el 1 de febrero de 2016.

## Selección nacional

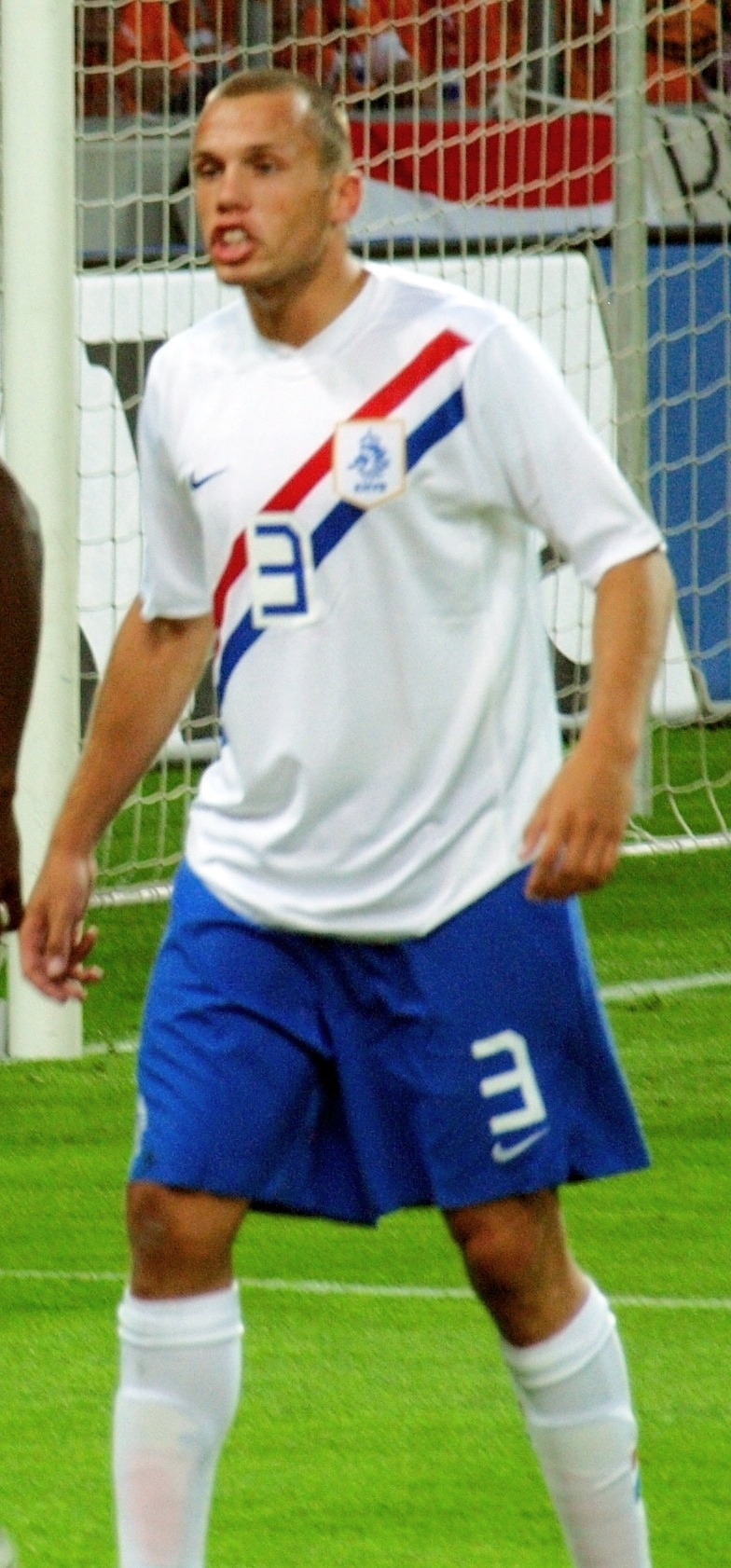
Heitinga jugando con la selección neerlandesa.

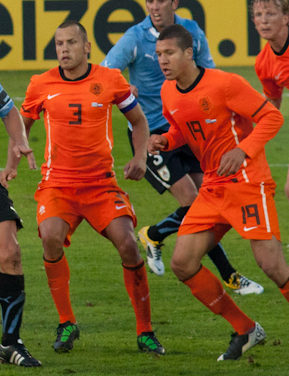
Heitinga y Jeffrey Bruma.

En la selección neerlandesa debutó el 18 de febrero de 2004, ante el combinado de Estados Unidos. Varios meses después, anotó su primer gol internacional ante Grecia tras un tirlo libre de Rafael van der Vaart. Aunque no participó en las eliminatorias, fue incluido en la nómina para afrontar la Eurocopa 2004 en Portugal. Arrancó en los dos primeros partidos como lateral derecho pero fue expulsado en el tercero tras recibir dos amarillas. Tras cumplir la suspensión, regresó en cuartos de final ante Suecia tras sustituir a Edgar Davids y convirtió un penal en la tanda que finalizó 5-4 a favor de los holandeses. Desafortunadamente, Portugal eliminó a los naranjas en semifinales.
Heitinga pese a algunos problemas físicos que sufrió, no perdió su lugar en la selección nacional incluso cuando Marco van Basten asumió el cargo de entrenador en 2004. A finales de 2005, Heitinga volvió a ser un jugador clave en la escuadra del Ajax. Fue seleccionado por Van Basten en la nómina final de 23 jugadores para competir en la Copa Mundial de Fútbol de 2006, organizada por Alemania. El cuadro holandés lo hizo bien y clasificó a la siguiente ronda, pero fue eliminado por Portugal. También fue convocado a la Eurocopa 2008 de Austria y Suiza.
Fue elegido como uno de los 23 futbolistas que representaron a su selección en el Mundial de Sudáfrica 2010. En esta competición fue titular en los 7 partidos que el combinado neerlandés disputó. En la final fue expulsado por doble amonestación en la segunda parte de la prórroga ante España. Tras su expulsión, Andrés Iniesta marcó para España en el minuto 116.

### Participaciones en Copas del Mundo
| Mundial                     | Sede      | Resultado        | Partidos | Goles |
| --------------------------- | --------- | ---------------- | -------- | ----- |
| Copa Mundial Sub-20 de 2001 | Argentina | Cuartos de final | 5        | 0     |
| Copa Mundial de 2006        | Alemania  | Octavos de final | 3        | 0     |
| Copa Mundial de 2010        | Sudáfrica | Subcampeón       | 7        | 0     |

### Participaciones en Eurocopas
| Eurocopa      | Sede            | Resultado        | Partidos | Goles |
| ------------- | --------------- | ---------------- | -------- | ----- |
| Eurocopa 2004 | Portugal        | Semifinales      | 4        | 0     |
| Eurocopa 2008 | Austria · Suiza | Cuartos de final | 3        | 0     |

## Carrera como entrenador
En junio de 2021, Heitinga fue nombrado entrenador del Jong Ajax, el equipo de reserva del Ajax que compite en la Eerste Divisie. El 27 de enero de 2023, fue nombrado técnico interino del primer equipo del Ajax para el resto de la temporada, tras la destitución de Alfred Schreuder. Bajo su cargo, el equipo terminó tercero en la Eredivisie, asegurándose un puesto en la ronda de play-off de la UEFA Europa League y también llegó a la final de la Copa KNVB, donde perdió contra el PSV en los penaltis.
En septiembre de 2023, asumió como asistente técnico de David Moyes en el West Ham United. Tras la marcha de Moyes en mayo de 2024, dejó también el club junto con otros entrenadores y personal técnico. El 17 de julio de 2024, fue nombrado nuevo asistente de Arne Slot en el Liverpool. En mayo de 2025, abandonó su puesto en el equipo inglés.
El 31 de mayo de 2025, fue contratado como entrenador del Ajax y firmó un contrato por dos temporadas.

## Clubes

### Como jugador
| Club               | País         | Año       |
| ------------------ | ------------ | --------- |
| Ajax de Ámsterdam  | Países Bajos | 2001−2008 |
| Atlético de Madrid | España       | 2008-2009 |
| Everton            | Inglaterra   | 2009-2013 |
| Fulham             | Inglaterra   | 2014      |
| Hertha Berlín      | Alemania     | 2014-2015 |
| Ajax de Ámsterdam  | Países Bajos | 2015-2016 |

### Como entrenador
| Club                     | País         | Año           |
| ------------------------ | ------------ | ------------- |
| A. F. C. Ajax (Interino) | Países Bajos | 2023          |
| A. F. C. Ajax            | Países Bajos | 2025-presente |

## Estadísticas como entrenador
| Equipo              | Div.  | Temporada | Liga  | Liga | Liga | Liga | Liga |       | Copa | Copa | Copa | Copa  |   | Internacional | Internacional | Internacional | Internacional | Internacional |   | Otros | Otros | Otros | Otros |   | Totales     | Totales | Totales | Totales | Totales | Totales | Totales | Totales | Totales |
| Equipo              | Div.  | Temporada | Part. | G    | E    | P    | Pos. | Part. | G    | E    | P    | Part. | G | E             | P             | Pos.          | Part.         | G             | E | P     | Part. | G     | E     | P | Rendimiento | GF      | GC      | Dif.    |         |         |         |         |         |
| ------------------- | ----- | --------- | ----- | ---- | ---- | ---- | ---- | ----- | ---- | ---- | ---- | ----- | - | ------------- | ------------- | ------------- | ------------- | ------------- | - | ----- | ----- | ----- | ----- | - | ----------- | ------- | ------- | ------- | ------- | ------- | ------- | ------- | ------- |
| Ajax · Países Bajos | 1.ª   | 2022-23   | 16    | 11   | 2    | 3    | 3.º  | 4     | 3    | 1    | 0    | 2     | 0 | 1             | 1             | 1/16          | -             | -             | - | -     | 22    | 14    | 4     | 4 | 69.7%       | 47      | 23      | +24     |         |         |         |         |         |
| Ajax · Países Bajos | 1.ª   | 2025-26   | 2     | 1    | 1    | 0    | -    | 0     | 0    | 0    | 0    | 0     | 0 | 0             | 0             | -             | -             | -             | - | -     | 2     | 1     | 1     | 0 | 66.67%      | 4       | 2       | +2      |         |         |         |         |         |
| Ajax · Países Bajos | Total | Total     | 18    | 12   | 3    | 3    | -    | 4     | 3    | 1    | 0    | 2     | 0 | 1             | 1             | -             | -             | -             | - | -     | 24    | 15    | 5     | 4 | 69.44%      | 51      | 25      | +26     |         |         |         |         |         |
| 1. 2.               |       |           |       |      |      |      |      |       |      |      |      |       |   |               |               |               |               |               |   |       |       |       |       |   |             |         |         |         |         |         |         |         |         |

### Resumen por competiciones
| Competición                  | Partidos | Ganados | Empatados | Perdidos | %      | Resultado              |
| ---------------------------- | -------- | ------- | --------- | -------- | ------ | ---------------------- |
| Eredivisie                   | 18       | 12      | 3         | 3        | 72.23% | 3.er lugar             |
| Copa de los Países Bajos     | 4        | 3       | 1         | 0        | 83.33% | Subcampeón             |
| Liga de Campeones de la UEFA | 0        | 0       | 0         | 0        | 0%     | En disputa             |
| Liga Europa de la UEFA       | 2        | 0       | 1         | 1        | 16.67% | Dieciseisavos de final |
| Total                        | 24       | 15      | 5         | 4        | 69.44% | Sin Títulos            |

## Palmarés

### Campeonatos nacionales
| Título                        | Club           | País         | Año  |
| ----------------------------- | -------------- | ------------ | ---- |
| Eredivisie                    | Ajax Ámsterdam | Países Bajos | 2002 |
| Copa de los Países Bajos      | Ajax Ámsterdam | Países Bajos | 2002 |
| Supercopa de los Países Bajos | Ajax Ámsterdam | Países Bajos | 2002 |
| Eredivisie                    | Ajax Ámsterdam | Países Bajos | 2004 |
| Supercopa de los Países Bajos | Ajax Ámsterdam | Países Bajos | 2005 |
| Copa de los Países Bajos      | Ajax Ámsterdam | Países Bajos | 2006 |
| Supercopa de los Países Bajos | Ajax Ámsterdam | Países Bajos | 2006 |
| Copa de los Países Bajos      | Ajax Ámsterdam | Países Bajos | 2007 |
| Supercopa de los Países Bajos | Ajax Ámsterdam | Países Bajos | 2007 |

### Distinciones individuales
| Distinción                             | Año       |
| -------------------------------------- | --------- |
| Deportista del año en Ámsterdam        | 2001      |
| Talento del año del Ajax               | 2001      |
| Talento del año en los Países Bajos    | 2003−2004 |
| Futbolista del año en los Países Bajos | 2007−2008 |